# Liste der denkmalgeschützten Objekte in Oberalm
Die Liste der denkmalgeschützten Objekte in Oberalm enthält die 10 denkmalgeschützten, unbeweglichen Objekte der Gemeinde Oberalm.

## Denkmäler
| Foto |                 | Denkmal                                                                  | Standort                                                            | Beschreibung | Metadaten |
| ---- | --------------- | ------------------------------------------------------------------------ | ------------------------------------------------------------------- | --- | --- |
| ja   | Datei hochladen | Schloss Haunsperg samt Parkmauer HERIS-ID: 8992 Objekt-ID: 4957          | Hammerstraße 51 Standort KG: Oberalm I                              | 1365 erstmals erwähntes Schloss, im Kern vermutlich mittelalterlich, 1600 umgebaut, Fassade aus dem 19. Jahrhundert | BDA-Hist.: Q2241462 Status: Bescheid Stand der BDA-Liste: 2025-06-30 Name: Schloss Haunsperg samt Parkmauer GstNr.: 683/1                        |
| ja   | Datei hochladen | Schloss Kahlsperg HERIS-ID: 8991 Objekt-ID: 4956                         | Kahlspergstraße 20 Standort KG: Oberalm I                           | Im 14. Jahrhundert erbaute Wasserburg, in der zweiten Hälfte des 15. Jahrhunderts mit Ecktürmchen umgebaut, heute Seniorenresidenz der Halleiner Schwestern Franziskanerinnen (Halleiner Schulschwestern) und ab 2013 Generalat (Neubau von Heinz Tesar nebenan) | BDA-Hist.: Q15127685 Status: § 2a Stand der BDA-Liste: 2025-06-30 Name: Schloss Kahlsperg GstNr.: .71 Schloss Kahlsperg                          |
| ja   | Datei hochladen | Schranne HERIS-ID: 9003 Objekt-ID: 4969                                  | Kirchenstraße, bei der Kaiser-Jubiläumslinde Standort KG: Oberalm I | Historische Gerichtsstätte, ein Thaidingtisch: eine Steinplatte aus rotem Marmor. Unter einer Dorflinde, Kaiser-Jubiläumslinde von 1908. | BDA-Hist.: Q2008900 Status: § 2a Stand der BDA-Liste: 2025-06-30 Name: Schranne GstNr.: 18 Oberalmer Thaidingtisch                               |
| ja   | Datei hochladen | Figurenbildstock hl. Augustinus HERIS-ID: 8997 Objekt-ID: 4963           | bei Kirchenstraße 1 Standort KG: Oberalm I                          | 1705–1709 entstandene Figur von Bernhard Michael Mandl, ursprünglich auf dem rechten Turm der Salzburger Kollegienkirche. | BDA-Hist.: Q38025563 Status: § 2a Stand der BDA-Liste: 2025-06-30 Name: Figurenbildstock hl. Augustinus GstNr.: 30                               |
| ja   | Datei hochladen | Anlage ehem. Messinghammer in Oberalm HERIS-ID: 110871 Objekt-ID: 128630 | Messinghammerweg 2-12, gerade Nummern Standort KG: Oberalm I        | 1585 gegründeter Messinghammer, Gelände mit Bruchsteinmauer umgrenzt | BDA-Hist.: Q37821102 Status: Bescheid Stand der BDA-Liste: 2025-06-30 Name: Anlage ehem. Messinghammer in Oberalm GstNr.: 663/1, 718/3           |
| ja   | Datei hochladen | Bauernhaus Oberreichen mit Nebengebäude HERIS-ID: 8999 Objekt-ID: 4965   | Reichenweg 10 Standort KG: Oberalm I                                | 1851 bezeichneter Einhof mit giebelseitig verschaltem Dachgeschoß | BDA-Hist.: Q38025578 Status: Bescheid Stand der BDA-Liste: 2025-06-30 Name: Bauernhaus Oberreichen mit Nebengebäude GstNr.: .219, .218           |
| ja   | Datei hochladen | Bauernhaus Bleameigut, Filzhofgütl HERIS-ID: 8995 Objekt-ID: 4961        | Schrannengasse 10 Standort KG: Oberalm I                            | 1674 bezeichneter Einhof mit Trambalkendecke | BDA-Hist.: Q38025519 Status: Bescheid Stand der BDA-Liste: 2025-06-30 Name: Bauernhaus Bleameigut, Filzhofgütl GstNr.: .7                        |
| ja   | Datei hochladen | Schloss Winkl HERIS-ID: 8990 Objekt-ID: 4955                             | Winklhofstraße 10 Standort KG: Oberalm I                            | Um 1500 in der heutigen Ansitzform errichtete geschlossene Hofanlage mit Gewölbedecken, im 20. Jahrhundert umgebaut. | BDA-Hist.: Q2244209 Status: § 2a Stand der BDA-Liste: 2025-06-30 Name: Schloss Winkl GstNr.: 129/4 Schloss Winkl, Oberalm                        |
| ja   | Datei hochladen | Kath. Pfarrkirche hl. Stephan HERIS-ID: 8988 Objekt-ID: 4953             | Standort KG: Oberalm I                                              | Im Kern romanische gotische Wandpfeilerkirche mit Westturm | BDA-Hist.: Q23541837 Status: § 2a Stand der BDA-Liste: 2025-06-30 Name: Kath. Pfarrkirche hl. Stephan GstNr.: 1 Pfarrkirche hl. Stephan, Oberalm |
| ja   | Datei hochladen | Friedhof HERIS-ID: 8989 Objekt-ID: 4954                                  | Standort KG: Oberalm I                                              | → Hauptartikel : Pfarrkirche Oberalm f1 | BDA-Hist.: Q63986584 Status: § 2a Stand der BDA-Liste: 2025-06-30 Name: Friedhof GstNr.: 1 Pfarrkirche hl. Stephan, Oberalm                      |